# Lars Frank
Lars Frank (* 1960 in Genthin) ist ein deutscher Puppenspieler und Regisseur. 
Nachdem er die Hochschule für Schauspielkunst „Ernst Busch“ in Berlin abgeschlossen hatte, folgte ein Engagement am Theater Waidspeicher in Erfurt. Seit 1996 arbeitet er als Puppenspieler und Regisseur am Puppentheater Halle (Saale). 
Lars Frank lehrte von 1992 bis 2002 als Professor an der Hochschule für Schauspielkunst „Ernst Busch“ in Berlin. Gastspielreisen führten ihn nach Amerika und Asien sowie in zahlreiche europäische Länder. 1999 ehrte ihn die deutsche Assitej mit ihrem Preis.